# Girls20
Girls20, parfois stylisé G(irls)20, est une association canadienne fondée par Farah Mohamed destinée à encourager et autonomiser les filles dans les domaines de l'éducation, l'accès à la propriété et à la technologie. Elle a également pour mission le recrutement de femmes à des postes de direction dans des Organisations non gouvernementales,. L'association organise chaque année le Girls20 Global Summit sur le modèle du G20,.

## Fonctionnement

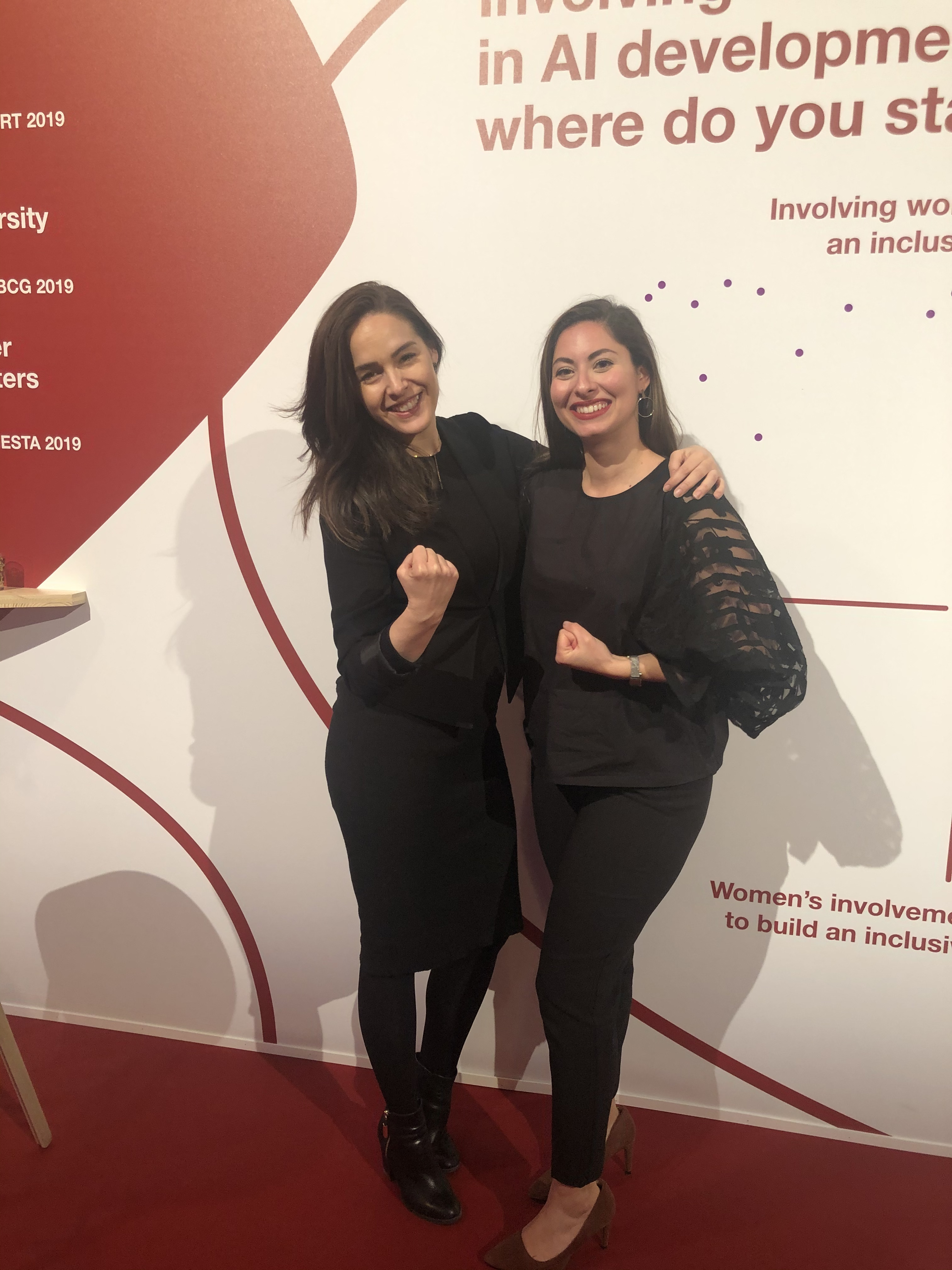
Heather Barnabe et Sally Dimachki au en 2019 à Paris (France).

G(irls)20 est lancée en 2009 lors du Clinton Global Initiative. L'association est ouverte aux jeunes femmes de 19 à 23 ans. Elle est notamment partenaire du réseau Future Leaders.
La directrice en 2019 est Heather Barnabe. En mai 2020, elle est remplacée pour par Bailey Greenspon et Miriam Buttu pour le temps de son congé de maternité.

## Girls20 Global Summit
Le Girls20 Global Summit est organisé chaque année un mois avant le G20 dans le pays d'accueil de ce dernier. La première édition commence en 2010 à Toronto. Les années suivantes il se déroule au Japon, Argentine, Allemagne, Chine, Turquie, Australie, Russie, Mexico et en France (en 2019). Cet événement, qui se déroule pendant une semaine, est organisé sur le modèle du G20. Il inclut un symposium réunissant des expertes dans les domaines économique et social, du pays hôte et d'autres pays. En 2021, le Women Political Leaders Global Forum (WPL, réseau mondial de politiciennes) se joint au Girls20 Global Summit. 
Lamia Mounavaraly, étudiante à Sciences Po, représente la France, pour l'édition 2020 (en distanciel pour cause de pandémie COVID-19),.

## Girls on Boards
En 2017, G(irls)20 crée Girls on Boards, une initiative pour faciliter l'accès des femmes aux postes de direction dans des Organisations non gouvernementales canadiennes.